# アラビア語バーレーン方言
アラビア語バーレーン方言は、アラビア語の口語（アーンミーヤ）のひとつで、半島方言に分類される言語。バフライン方言、バハルナ方言、バフラニとも呼ばれる。バーレーンに土着のバーレーン人により話されており、オマーンでも用いられる。バーレーンでは、すべての村や首都マナーマの大部分で話されている。バーレーン方言は古代の言語のアッカド語、アラム語の影響を強く受けており、特に農村部では顕著である。土着のバーレーン人は圧倒的多数がシーア派であり、バーレーン国民の多数はシーア派である。ただし、バーレーンでもスンナ派の人々は、バーレーン方言を話すことはなく、湾岸方言の中でもカタールの都市部の方言にかなり近い方言を話し、スンナ派はバーレーンの少数派にもかかわらず、有力な支配層であるがためにバーレーン方言話者もバーレーンのスンナ派の方言を用いる。バーレーンのテレビ局の番組のバラエティー、ニュース、音楽では、正則アラビア語やバーレーンのスンナ派の方言を用い、バーレーン方言が用いられることはない。多くのシーア派バーレーン人も現在ではバーレーン方言のかわりにバーレーンのスンナ派の方言を用いる。バーレーンでは、3つの方言が存在しているのが特徴であり、バーレーン方言、湾岸方言の中のバーレーン・スンニ派方言、アジャム方言であり、そのうちバーレーン方言はほかの2方言との歴史的背景の異なっていて、またペルシア語の影響が絶大である。さらに、文法、発音面でも大きく異なっている。しかしながら、語彙面では、現代のバーレーンの社会情勢を背景に多くの単語を共有している。バーレーン方言の借用語にヒンディー語、英語の単語もある。

アラビア語の口語（アーンミーヤ）の方言地図